# Лёвенталь, Лео
Лео Лёвенталь, а также Лоуэнталь (нем. Leo Löwenthal, 3 ноября 1900, Франкфурт-на-Майне — 21 января 1993, Беркли) — немецкий и американский социальный философ, социолог литературы и массовых коммуникаций.

## Биография

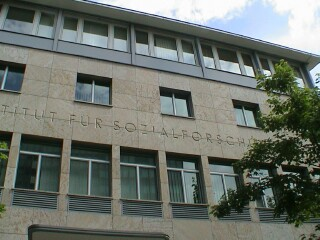
Институт социальных исследований (Франкфурт-на-Майне)

Из ассимилированной еврейской семьи, сын врача.
В 1926 году становится ведущим экспертом франкфуртского Института социальных исследований, специализировался на социологии популярной литературы и массовых коммуникаций.
Исполнительный директор «Журнала социальных исследований» (с 1932 года). В 1934 году эмигрировал в США.
Работал в Бюро военной информации в Вашингтоне. В отличие от Адорно, Хоркхаймера и др., вернувшихся после войны в Германию, Лёвенталь — как Герберт Маркузе и Эрих Фромм — остался в США. Работал в исследовательском отделе радиостанции Голос Америки, в Стэнфордском университете и Калифорнийском университете в Беркли.
Официально ушел в отставку в 1968 году, но продолжал активно трудиться в университете до конца жизни. Кроме того, с 1970 по 1992 год вел домашний семинар по социологии литературы, в нём, среди других, принимал участие Виктор Заславский.

## Труды
- Schriften in fünf Bänden. Frankfurt/ Main: Suhrkamp, 1980—1987.

1. Literatur und Massenkultur
2. Das bürgerliche Bewußtsein in der Literatur
3. Falsche Propheten. Studien zum Autoritarismus
4. Judaica. Vorträge. Briefe
5. Philosophische Frühschriften

- Mitmachen wollte ich nie. Ein autobiografisches Gespräch mit Helmut Dubiel. Frankfurt/ Main: Suhrkamp, 1980
- An Unmastered Past: The Autobiographical Reflections of Leo Lowenthal/ Martin Jay, ed. Berkeley: University of California Press, 1987
- In steter Freundschaft: Leo Löwenthal — Siegfied Kracauer Briefwechsel 1921—1966/ Peter-Erwin Jansen; Christian Schmidt. Lüneburg: Zu Klampen, 2003

## Признание
Почетный доктор университета Зигена, Берлинского Свободного университета, Гамбургского университета. Премия Теодора Адорно (1989), медаль Гёте города Франкфурт-на-Майне, Орден «За заслуги перед Федеративной Республикой Германия» и др. награды.